# القاتمة
الڤاتمة إحدى قرى الجمهورية التونسية، تقع في معتمدية سجنان من ولاية بنزرت. ترقيمها البريدي 7097.

### مواضيع ذات علاقة
- ولاية بنزرت.